# 第7回札幌国際短編映画祭
第7回札幌国際短編映画祭（SAPPOROショートフェスト）（だい7かいさっぽろこくさいたんぺんえいがさい）は、2012年9月12日〜9月17日の6日間（14日はオールナイト上映）、札幌プラザ2・5（旧札幌東宝プラザ）をメイン会場に開催された国際短編映画祭である。

## 内容
世界93ヶ国から2723作品の応募があり、コンペティションにノミネートされたのは87作品。
特別プログラムはアジアンタイフーン、カリフォルニアショート、シンガポールショート、After 3.11震災プログラム、ミッドナイト(R-18)、初音ミク企画CGMアワード、クワトロDシネマ プログラム（無料）、北海道ミュージックビデオ（無料）、文化庁メディア芸術祭（無料）、オフシアター(6プログラム)の140作品を上映。
メインビジュアルは札幌在住のイラストレーターfutaba.（フタバ）が担当。

## SAPPOROショートフェスト2012審査員
- クァク・ジェヨン(Kwak Jae-yong)：映画監督・脚本家／韓国
- ローラ・アルバート(Laura Albert)：作家／アメリカ
- ニック・ゴールドスミス(Nick Goldsmith)：映画プロデューサー／イギリス
- 小林武史(Takeshi Kobayashi)：音楽家、ap bank代表理事／日本
- 五十嵐 いおり(Iori Igarashi)：アナウンサー、テレビディレクター／日本

## SAPPOROショートフェスト2012 AWARD
※作品名、上映時間、ジャンル、制作年、国名、監督の順で表記。国名は主な制作国で出身国とは異なります。

### グランプリ
- フィルムメーカー部門 グランプリ(Filmmaker section Grand Prix)
監督：ヨハネス・ニホーム(Johannes Nyholm)/スウェーデン

- 作品部門 グランプリ(One title section Grand Prix)
作品：『アルマゲドン』（英題：ARMADINGEN）23:00/Fiction/2011/ドイツ制作
監督：フィリップ・カイスボーレ(Philipp Kaessbohrer)

### 審査員賞
- 最優秀監督賞(Best Director)
作品：『転校生』（英題：Transferring）19:58／Fiction／2012／日本制作
監督：金井 純一(Junichi Kanai)

- 最優秀学生監督賞(Best Students Director)
作品：『ストレンジャー』（英題：Strangers）25:05／Fiction／2012／韓国制作
監督：So-Jeong Shin（ソー・ジョン・シン）

- 最優秀脚本賞(Best Screen play)
作品：『静寂』（英題：SILENT）14:20／Fiction／2012／トルコ制作
監督：レザン・イェシルバス(L. Rezan Yesilbas)

- 最優秀編集賞(Best Editing)
作品：『ラス・パルマス』（英題：Las Palmas）13:00／Animation／2011／スウェーデン制作
監督：ヨハネス・ニホム(Johannes Nyholm)

- 最優秀撮影賞(Best Cinematography)
作品：『ノーリンのトラクター』（英題：Ghost in the Machine）18:03／Fiction／2011／イギリス制作
監督：オリバー・クリンパス(Oliver Krimpas)

- 最優秀チルドレン・ショート賞(Best Children Short)
作品：『ぼくもくま』（英題：I'm also a bear. ）05:00／Animation／2011／日本制作
監督：合田経郎(Tsuneo Goda)

- 最優秀ミニショート賞(Best Mini Short)
作品：『Matou』（英題：Matou）03:15／Experimental／2011／日本制作
監督：平林勇(Isamu Hirabayashi)

- 最優秀作曲賞(Best Original Score)
作品：『リリタアル』（英題：LI.LI.TA.AL. ）07:40／Animation／2011／日本制作
監督：泉原 昭人(Akihito Izuhara)

- 最優秀ノンダイアログ賞(Best Non Dialogue)
作品：『イン・ザ・ニック・オブ・タイム』（英題：In the Nick of Time）13:15／Fiction／2011／ドイツ制作
監督：デイビッド・ロレンズ(David Lorenz)

- 最優秀アニメーション賞(Best Animation)
作品：『オー! ウィリー...』（英題：Oh Willy... ）16:35／Animation／2012／ベルギー制作
監督：エマ・デ・スワイフ、マーク・ジェームス・ロエルス(Emma De Swaef, Marc James Roels)

- 最優秀国内作品賞(Best National Short)
作品：『転校生』（英題：Transferring）19:58／Fiction／2012／日本制作
監督：金井純一(Junichi Kanai)

- 最優秀北海道作品賞(Best Hokkaido Short)
作品：『うごくえこよみ』（英題：Ecoyomi In Animation）06:55／Animation／2012／日本(札幌)制作
監督：松井 雅也(Masaya Matsui)

- 最優秀コンテンポラリー / エクスペリメンタルショート賞(Best Contemporary / Experimental Short)
作品：『Matou』（英題：Matou）03:15／Experimental／2011／日本制作
監督：平林勇(Isamu Hirabayashi)

- 最優秀男優賞(Best Actor)
作品：『アルマゲドン』（英題：ARMADINGEN）23:00/Fiction/2011/ドイツ制作
監督：フィリップ・カイスボーレ(Philipp Kaessbohrer)

- 最優秀女優賞(Best Actress)
作品：『ストレンジャー』（英題：Strangers）25:05／Fiction／2012／韓国制作
監督：So-Jeong Shin（ソー・ジョン・シン）

- 最優秀子役賞（Best Children Actor ＆ Actress）
作品：『ソフィアの門限』（英題：Curfew）19:00／Fiction／2011／アメリカ制作
監督：ショーン・クリテンセン(Shawn Christensen)

- 審査員特別賞(Jury Special Award)
作品：『バスチケット』（英題：PUNCHED）11:00／Fiction／2012／オーストリア制作
監督：マイケル・リットマンズバーグ(Michael Rittmannsberger)

- 最優秀ドキュメンタリー・スペシャル・メンション(Best Documentary Special Mention)
作品：『マーダー・マウス』（英題：Murder Mouth）17:26／Documentary／2011／オーストラリア制作
監督：マデレイヌ・パリ(Madeleine Parry)

SAPPOROショートフェスト2012において下記の各賞は該当なし
- 最優秀美術賞(Best Production Design)

### 特別賞
- 札幌市平和賞(Sapporo Peace Award)
作品：『大きな樹』（英題：A big tree）02:52／Animation／2012／日本制作
監督：黒木 智輝(Tomoki Kurogi)

- 子供審査員賞 金賞(Best Children Choice Award Gold)
作品：『ふしぎな電球』（英題：Luminaris）06:30／Animation／2011／アルゼンチン制作
監督：ファン・パブロ・サラメーヤ(Juan Pablo Zaramella)

- 子供審査員賞 銀賞(Best Children Choice Award Silver)
作品：『フルーティー侍 4』（英題：FruitySamurai 4）01:52／Animation／2011／日本制作
監督：田上 キミノリ(Kiminori Tanoue)

- 子供審査員賞 銅賞(Children's Choice Award Bronze)
作品：『ことりとはっぱ』（英題：The little Bird and the Leaf）04:00／Animation／2012／スイス制作
監督：レナ・フォン・ドェーレン(Lena von Dohren)
- クリプトン・ベスト・サウンド・アワード(CRYPTON Best Sound Award Bruno Collet)
作品：『グルコース』（英題：glucose）07:19／Experimental／2012／フランス制作
監督：ミハイル・グレク、ティボ・グレイズ(Mihai Grecu, Thibault Gleize)
- アミノアップ北海道新人監督賞(Amino Up Hokkaido New Director Award)
作品：『スノウリバーのシャロン』（英題：Charon of snow river）14:00／Fiction／2012／日本(札幌)制作
監督：杉山 りょう(Ryo Sugiyama)
- 観光庁長官賞(Japan Tourism Agency Commissioner Award)
作品：『冬の断片』（英題：Last Fragments of Winter）24:00／Fiction／2011／マレーシア制作
監督：エドモンド・ヨウ(Edmund Yeo)
- CGMアワード最優秀賞(CGM Award Gold)
作品：『サイハテ』（英題：SAIHATE）02:48／Animation／2012／日本制作
監督：森井 ケンシロウ(Morii Kenshiro)
- CGMアワード優秀賞(CGM Award Silver)
作品：『僕はロボット』（英題：Little Lost Robot）04:36／Animation／2012／日本制作
監督：sayka
- CGMアワード優秀賞(CGM Award Silver)
作品：『初音ミク 3DAnimation-PV ":Re"』（英題：":Re"）07:27／Animation／2012／日本制作
監督：ブラザーP(Brother.P)
- オーディエンスアワード(Audience Award)
作品：『ソフィアの門限』（英題：Curfew）19:00／Fiction／2011／アメリカ制作
監督：ショーン・クリテンセン(Shawn Christensen)